# Fort Apache, The Bronx
Fort Apache, The Bronx is een Amerikaanse film van Daniel Petrie die werd uitgebracht in 1981. 

## Verhaal
Het verhaal speelt zich af in het 41e politiedistrict dat ligt in het zuiden van het New Yorkse stadsdeel The Bronx. Het politiecommissariaat, bijgenaamd Fort Apache, lijkt wel een soort vooruitgeschoven post op vijandelijk terrein die omringd is door gewapende bendes, gangsters en drugsdealers. De politiemannen hebben de indruk dat ze op elk moment kunnen belegerd worden. Deze vervallen buurt heeft een uiterst kwalijke reputatie, de wetteloosheid tiert er welig. 
Politieofficieren Murphy en Corelli vormen team in een wanhopige oorlog tegen de torenhoge misdaadcijfers. Murphy is een eenzame, wat cynische, ervaren en gescheiden politieman van middelbare leeftijd die meer drinkt dan goed voor hem is. Corelli is zijn jonge partner met wie hij erg goed opschiet. Zij proberen zo goed mogelijk de orde te handhaven.
Ze worden daarbij gedwarsboomd door de pas benoemde politieoverste Connolly, voorstander van drastische maatregelen, en door corrupte collega's die dikwijls werden overgeplaatst uit andere districten waar ze niet langer werden gewenst. Wat ook niet helpt is dat in deze hoofdzakelijk Puerto Ricaans gekleurde wijk slechts een kleine minderheid van het politiepersoneel van Latijns-Amerikaanse afkomst is.
De sitatie loopt nog meer uit de hand wanneer twee pas beginnende agenten worden vermoord. 

## Rolverdeling
| Acteur              | Personage                      |
| ------------------- | ------------------------------ |
| Paul Newman         | John Joseph Vincent Murphy III |
| Ken Wahl            | Andrew Corelli                 |
| Ed Asner            | Dennis Connolly                |
| Danny Aiello        | Morgan                         |
| Rachel Ticotin      | Isabella                       |
| Pam Grier           | Charlotte                      |
| Kathleen Beller     | Theresa                        |
| Tito Goya           | Jumper/detective               |
| Miguel Piñero       | Hernando                       |
| Clifford David      | Dacey                          |
| Dominic Chianese    | vader van Corelli              |
| Michael Higgins jr. | Hefferman                      |
| Paul Gleason        | detective                      |